# Rubens Soares
Rubens Soares (Rio de Janeiro, 29 de maio de 1911 – Rio de Janeiro, 13 de junho de 1998) foi um compositor brasileiro. Entre 1928 e 1945, foi lutador de boxe na categoria peso-médio.
Seu primeiro sucesso como compositor foi com "É bom parar", que segundo relatos foi composta em parceria com Noel Rosa, que não foi creditado. Essa canção foi gravada por Francisco Alves em 1936. Rubens teve suas composições gravadas por diversos artistas, como Aracy de Almeida, Nelson Gonçalves, Sílvio Caldas, Déo e Carlos Galhardo.